# Martín Zuccarelli
Martín Zuccarelli (La Plata, Buenos Aires, Argentina, 12 de octubre de 1978) es un exfutbolista y luego director técnico argentino, que jugaba como volante central y vistió únicamente la camiseta de Defensores de Cambaceres, donde debutó en 1999 y se retiró en 2002. Es hijo de Humberto Zuccarelli, también director técnico.

## Trayectoria
Fue ayudante de campo de Gustavo Alfaro en Arsenal de Sarandí y Rosario Central; y de su padre, Humberto Zuccarelli, en Chacarita Juniors. 
Ya como director técnico, dirigió por un año a Defensores de Cambaceres entre 2009 y 2010, luego fue entrenador interino de Estudiantes de La Plata en dos ocasiones (en 2012 y 2013) y posteriormente asumió como técnico de Villa San Carlos. 
Su última experiencia técnica fue en Guaraní Antonio Franco, haciendo dupla técnica con su padre Humberto.
El 7 de junio de 2017, fue anunciado como secretario deportivo de Unión de Santa Fe hasta marzo de 2021.

## Clubes

### Como jugador
| Club                     | País      | Año       |
| ------------------------ | --------- | --------- |
| Defensores de Cambaceres | Argentina | 1999-2002 |

### Como entrenador
| Club                     | País      | Año       |
| ------------------------ | --------- | --------- |
| Defensores de Cambaceres | Argentina | 2009-2010 |
| Estudiantes de La Plata  | Argentina | 2012      |
| Estudiantes de La Plata  | Argentina | 2013      |
| Villa San Carlos         | Argentina | 2014-2015 |
| Guaraní Antonio Franco   | Argentina | 2015-2016 |